# Vestfold
La contea di Vestfold (Vestfold fylke in norvegese) è una contea norvegese situata al sud del paese. Confina con le contee di Buskerud e Telemark. La sua capitale è Tønsberg, la città più antica della Norvegia e la sua città più popolata è Sandefjord. Dopo la città-contea di Oslo, Vestfold è la contea più piccola per superficie.
Dal 1º gennaio 2020 al 31 dicembre 2023 è stata unita, insieme a quella di Telemark, nella contea di Vestfold og Telemark; in seguito al voto del consiglio della contea di Vestfold og Telemark risalente al 15 febbraio 2022, però, la contea di Vestfold è stata ripristinata a partire dal 1º gennaio 2024 insieme a quella di Telemark, seppur con alcune modifiche a livello territoriale.
Vestfold è anche una regione tradizionale e distretto elettorale norvegese.

## Origini del nome
Vestfold è il vecchio nome della regione che è stato ripreso in tempi moderni. Fold era il vecchio nome di Oslofjord, e il significato del nome Vestfold è "la regione ad ovest di Fold". Dal 1821 al 1919, la contea era chiamata Jarlsberg og Larvik amt.
In epoca vichinga, Vestfold si riferiva anche a Eiker, Drammen, Kongsberg e Lier.
Le Vestfold Hills sul ghiacciaio Sørsdal in Antartide prendono il nome dalla contea.

## Storia

### Storia vichinga

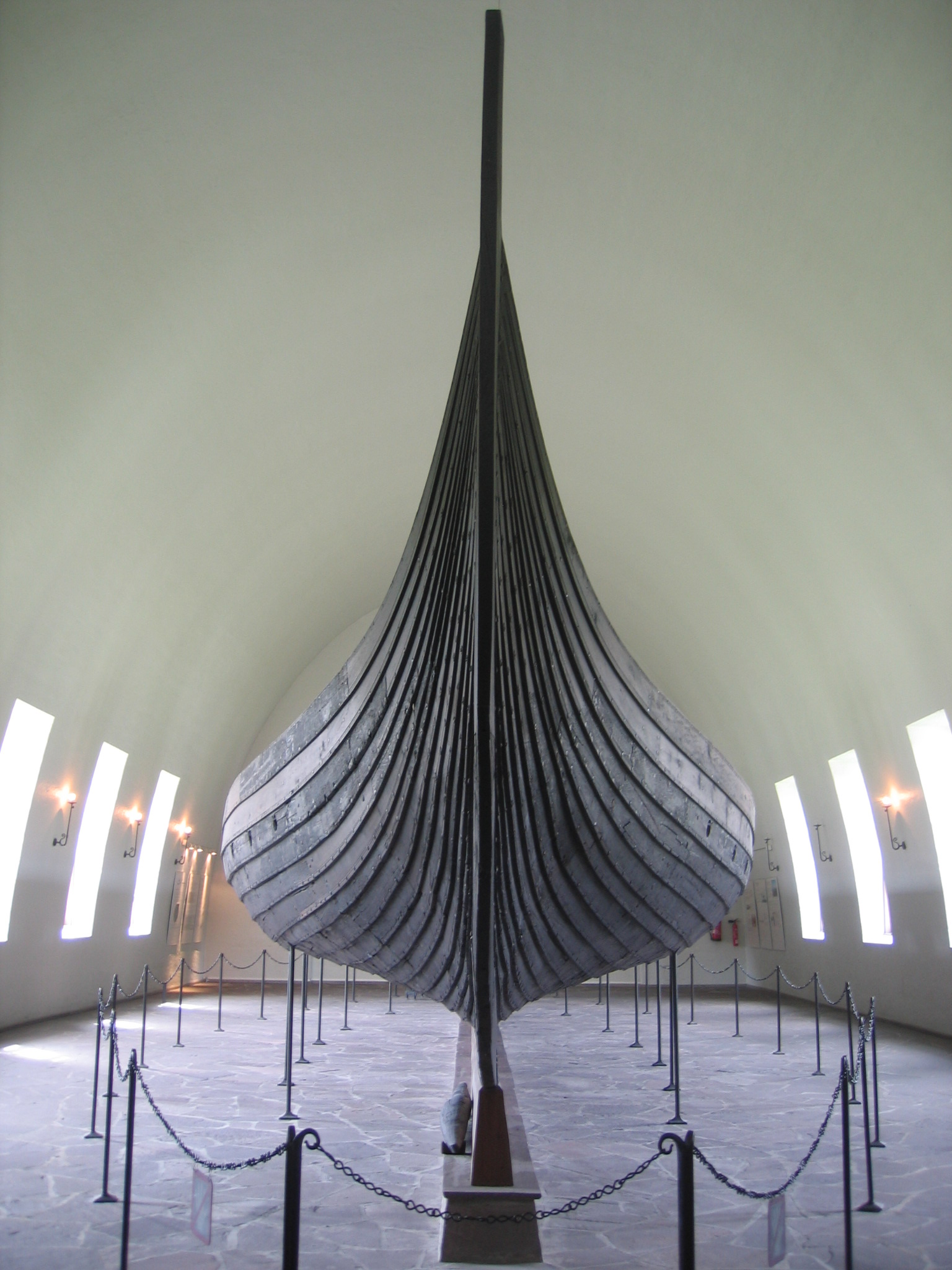
Nave di Gokstad

Il Vestfold è menzionato per la prima volta in una fonte scritta nell'813, quando i re danesi erano nel Vestfold per reprimere una rivolta tra i Fürst. Potrebbero esserci fino a sei centri politici a Vestfold. A quel tempo Kaupang, che si trovava a Tjølling vicino a Larvik, esisteva da decenni e aveva un capo. Kaupang, che risale all'era vichinga, è ritenuta la prima città della Norvegia, sebbene Tønsberg (che risale al 900 circa) sia la città più antica della Norvegia ancora esistente. A Borre, c'era un sito per un altro capo. Questo sito aveva capi per più di cento anni prima dell'813.
I tumuli di pietra di Mølen sono stati datati all'età vichinga. I tumuli di Haugar nell'attuale centro di Tønsberg hanno stato datato al periodo vichingo. A Farmannshaugen, a Sem sembra che ci siano state attività all'epoca, mentre l'attività a Oseberghaugen e Gokstadhaugen risale ad alcuni decenni più tardi.
Una fonte inglese dell'890 circa racconta il viaggio di Ottar (Ottar fra Hålogaland) "dal nord più lontano, lungo Norvegr via Kaupang e Hedeby, fino in Inghilterra", in cui Ottar colloca Kaupang nella terra del Dane - danenes land. Bjørn Brandlien dice che "nella misura in cui Harald Hårfager raccolse un regno dopo la battaglia di Hafrsfjord alla fine del IX secolo — che in particolare è collegato a Avaldsnes — non sembra aver fatto una così grande impressione su Ottar". Kaupang è menzionato sotto il nome di Skiringssal (Kaupangen i Skiringssal) nei racconti di Ottar.
Nel decimo secolo, i re locali si stabilirono. Il re o il suo difensore civico risiedevano nella vecchia corte reale di Sæheim i Sem, oggi tenuta di Jarlsberg (Jarlsberg Hovedgård) a Tønsberg. La fattoria Haugar (dal vecchio haugr nordico, che significa collina o tumulo) divenne la sede di Haugating, il ting (parlamento) di Vestfold e uno dei luoghi più importanti della Norvegia per l'annuncio dei re.
Si dice che la famiglia di Harald Fairhair, che fu probabilmente il primo re di Norvegia, provenisse da questa zona.
I re danesi sembrano essere stati deboli in Vestfold dalla metà del IX secolo fino alla metà del X secolo, ma il loro dominio fu rafforzato alla fine del X secolo. Sembra che abbiano cercato di controllare la regione fino al XIII secolo.

#### Re che hanno governato Vestfold o parte di essa
- Erik Agnarsson
- Hálfdan Hvitbeinn (parte di Vestfold)
- Eystein Halfdansson
- Halfdan il Mite
- Gudrød il cacciatore
- Halfdan il Nero, con suo fratello, Olaf Gudrødsson
- Rognvaldr, cugino di Harald I
- Harald I di Norvegia
- Bjørn Farmann
- Olaf Haraldsson Geirstadalf, fratello di Bjørn
- Harald Gudrødsson Grenske, 976–987

### Caccia alla balena
La caccia alle balene era un'importante attività industriale ottocentesca nelle città costiere come Larvik, Tønsberg e Sandefjord, che era il centro mondiale per la moderna industria baleniera. Non solo gli uomini della contea di Vestfold costituivano praticamente tutto l'equipaggio della flotta baleniera norvegese, ma molti erano anche coinvolti nell'industria della caccia alle balene in altre nazioni. Ad esempio, la prima fase della moderna caccia alle balene australiana era quasi interamente basata sui lavoratori di Larvik, la prima stazione di caccia alle balene nelle Isole Faroe è stata fondata da abitanti di Sandefjord, Larvik ha svolto un ruolo simile per le Isole Shetland. Tønsberg ha avviato gran parte dell'industria della caccia alle balene in Islanda e alle Ebridi.
Il più grande insediamento nel territorio d'oltremare britannico della Georgia del Sud e delle Isole Sandwich Meridionali, Grytviken, fu fondato da Carl Anton Larsen di Sandefjord il 16 novembre 1904. Le spedizioni dell'abitante di Sandefjord Nils Larsen in Antartide all'inizio del XX secolo portarono all'annessione norvegese dell'isola Bouvet (1927) e dell'isola Pietro I (1929). Una baia sull'isola Pietro I è infatti chiamata baia di Sandefjord in onore della città natale dell'esploratore.
Il porto di Sandefjord è ora sede del Southern Actor, l'unico caccia-balene dell'epoca baleniera moderna ancora nel suo ordine originale. La nave museo è di proprietà del Sandefjord Whaling Museum, l'unico museo europeo dedicato alla caccia alle balene.

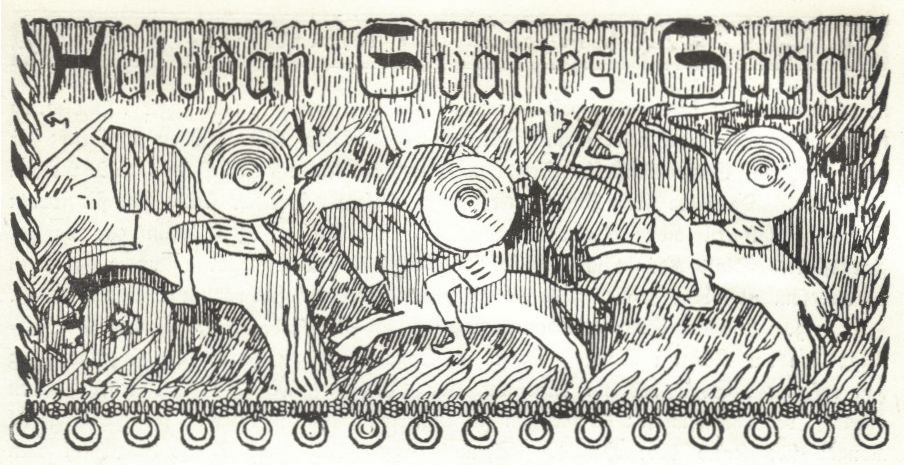
Halfdan the Black, re del IX secolo di Vestfold. Si crede che suo fratello sia stato sepolto al tumulo di Gokstad.

## Geografia fisica
Vestfold si trova sulla sponda occidentale dell'Oslofjord, e prima della fusione con il Telemark, confinava con la contea di Buskerud a nord e con la contea di Telemark a ovest. Confina con lo Skagerrak nel Mare del Nord sia a sud che a est. Aveva una superficie totale di 2.157 chilometri quadrati e una costa di 980 chilometri. La vetta più alta era il Vestfjellet a 634 m s.l.m., Ospitava anche 1.407 isole, tra cui Nøtterøy (60 km quadrati), l'isola più grande di Vestfold, e Tjøme (39 km quadrati), la seconda isola per estensione.
Vi sono un totale di 634 laghi d'acqua dolce nell'ex contea di Vestfold, con una superficie totale di 79 chilometri quadrati. Tra i grandi laghi abbiamo Farris, Eikeren, Goksjø, Hallevannet, Akersvannet e altri. Vestfold costituiva lo 0,7% della superficie totale della Norvegia.

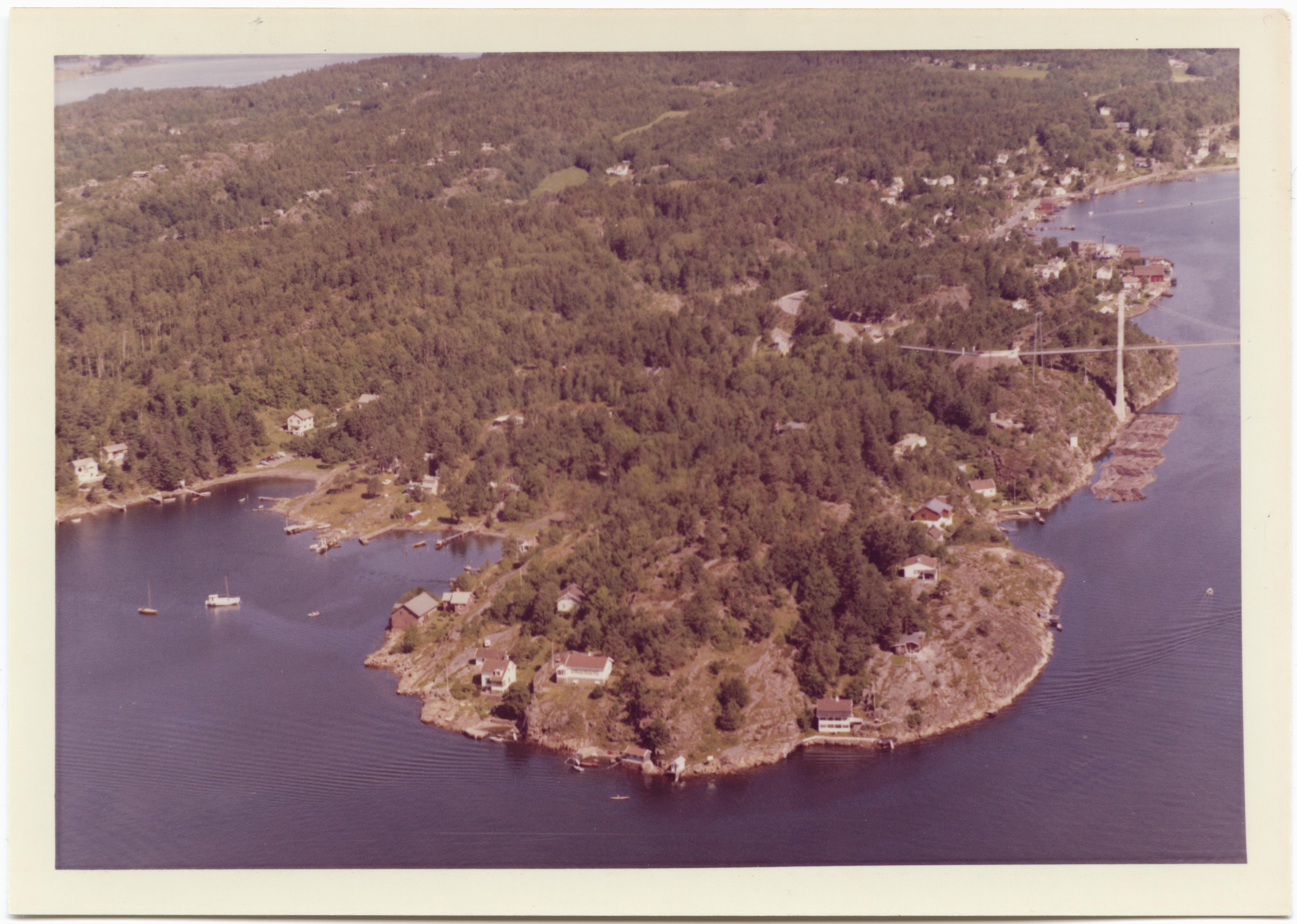
Nøtterøy è la maggiore isola del Vestfold.

### Geologia
Il terreno soffice della contea è composto da varietà di morena e terreni sedimentari. L'era glaciale ha lasciato gran parte del Vestfold sotto il livello del mare e il terreno più coltivato si trova sulle terrazze marine. L'argilla marina e la sabbia coprono la maggior parte dei paesi più bassi del sud-ovest e del nord. La morena di Vestfold, una continuazione della morena di Østfold a Moss, è una formazione formata dal ghiaccio che si estende come una cresta di ghiaia coesa attraverso la contea, da Horten a est a Mølen a sud.

### Aree protette
Il Parco Nazionale di Færder è stato il primo parco nazionale della ex contea quando la decisione è stata formalizzata dal re Harald V il 23 agosto 2013. Il centro visitatori è al Verdens Ende ("fine del mondo") ed è stato ufficialmente aperto dalla regina Sonja il 26 giugno 2015. Il parco nazionale si trova nei comuni di Nøtterøy e Tjøme ed è composto da 325 chilometri quadrati di oceano e 15 chilometri quadrati di terra. Si estende da Ormøy a nord al faro di Færder a sud. È uno dei due parchi nazionali marini della Norvegia ed è composto da coste, scogliere, isole e fondali marini.
Mølen,a Larvik, ospita la più grande spiaggia di pietra della Norvegia ed è un antico luogo di sepoltura composto da 230 tumuli, alcuni dei quali superano i 35 metri di diametro. Gli scavi hanno datato le pile di rocce a circa il 250 d.C. È stato il primo geoparco globale dell'UNESCO nei Paesi nordici quando è stato istituito nel 2008. Mølen è una delle attrazioni turistiche più popolari di Larvik. Ospita oltre un centinaio di specie di rocce, tra cui la pietra nazionale norvegese, Larvikite, che prende il nome dalla zona. È un habitat cruciale per gli uccelli marini, dove sono state registrate oltre 316 specie di uccelli.

## Comuni
La contea di Vestfold è suddivisa in 6 comuni (Kommuner):
1. Horten
2. Holmestrand (ha accorpato Hof il 1º gennaio 2018 e Sande il 1º gennaio 2020)
3. Tønsberg
4. Sandefjord (ha accorpato Andebu e Stokke il 1º gennaio 2017)
5. Larvik (ha accorpato Lardal il 1º gennaio 2018)
6. Færder (creata dall'unione di Nøtterøy e Tjøme)

Altri comuni sono stati unificati negli anni 2010 e 2020:
1. Andebu (unificata con Sandefjord il 1º gennaio 2017)
2. Hof (unificata con Holmestrand il 1º gennaio 2018)
3. Lardal (unificata con Larvik il 1º gennaio 2018)
4. Nøtterøy (unita con Tjøme 1º gennaio 2018 il nuovo comune di Færder)
5. Re
6. Stokke (unificata con Sandefjord il 1º gennaio 2017)
7. Svelvik
8. Tjøme (unita con Nøtterøy il 1º gennaio 2018 per formare il nuovo comune di Færder)

## Popolazione
| Storico della popolazione | Storico della popolazione | Storico della popolazione |
| Anno                      | Pop.                      | ±%                        |
| ------------------------- | ------------------------- | ------------------------- |
| 1951                      | 154,670                   | —                         |
| 1961                      | 174,382                   | +12.7%                    |
| 1971                      | 175,402                   | +0.6%                     |
| 1981                      | 186,691                   | +6.4%                     |
| 1991                      | 198,354                   | +6.2%                     |
| 2001                      | 215,030                   | +8.4%                     |
| 2011                      | 233,705                   | +8.7%                     |
| 2021?                     | 262,777                   | +12.4%                    |
| 2031?                     | 287,496                   | +9.4%                     |
| Fonte: Statistics Norway. |                           |                           |

## Economia
Le industrie tradizionali di Vestfold sono principalmente la caccia alle balene e la costruzione di navi. Per oltre 50 anni nel diciannovesimo secolo, Sandefjord e in parte Tønsberg sono state il centro mondiale dell'industria della caccia alle balene. Tuttavia, la caccia alle balene finì negli anni '60 e l'industria delle costruzioni navali si è gradualmente ridotta dagli anni '80. La tecnologia dell'informazione è attualmente un settore in crescita e la contea ospita grandi negozi online come Komplett, MPX.no e netshop.no. Il 18,9% dell'area totale della ex contea viene utilizzata per l'agricoltura. Il 70% delle terre agricole viene utilizzato per la coltivazione di cereali. L'area agricola di Vestfold costituisce il cinque percento delle aree coltivate della Norvegia. Tuttavia, per area, Vestfold costituisce solo lo 0,7 per cento della superficie terrestre della Norvegia.
Il turismo estivo è un settore importante nel Vestfold, soprattutto nelle località costiere come Sandefjord, Tjøme e Stavern, dove la popolazione aumenta notevolmente nel periodo estivo. Le principali attrattive turistiche nel Vestfold sono il cimitero di Borre, il maggior sito funerario nel nord Europa, i villaggi di Åsgårdstrand, Karljohansvern a Horten e Fredriksvern a Stavern, il Museo della caccia alle balene di Sandefjord, il geoparco di Mølen a Larvik e la fortezza di Tønsberg (Slottsfjellet) a Tønsberg.[8]

## Infrastrutture e trasporti
Nella contea del Vestfold passano una ferrovia che inizia a Drammen e finisce a Skien e la strada europea E18. Ci sono due traghetti internazionali, entrambi operati dalla Color Line, uno da Larvik a Hirtshals (Danimarca) e uno da Sandefjord a Strømstad (Svezia), quest'ultimo operato anche dalla Fjord Line. Nell'ex contea è presente inoltre l'aeroporto di Sandefjord-Torp, tra i maggiori della Norvegia.

## Luoghi d'interesse

### Larvik

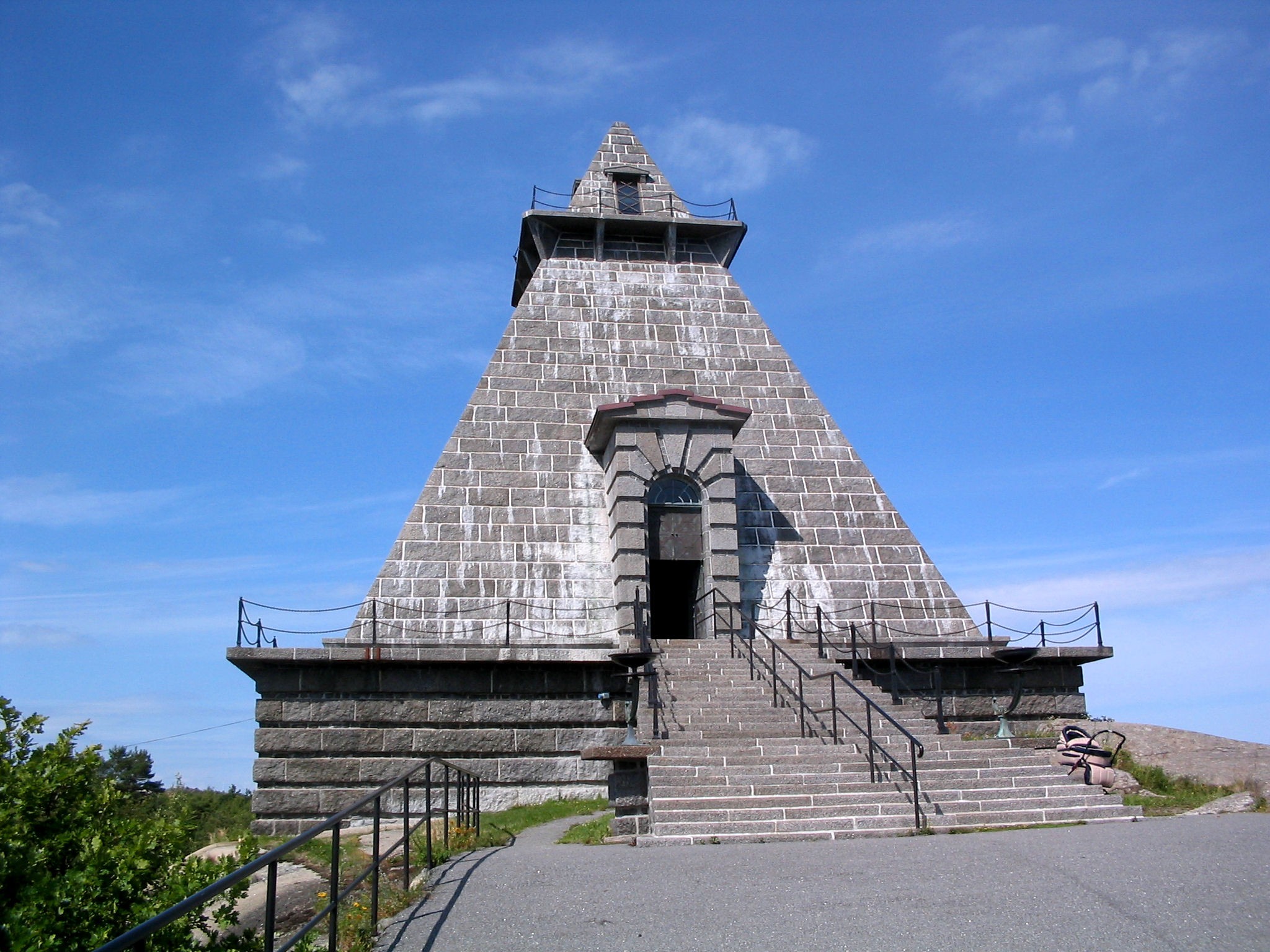
Minnehallen, Stavern

- Bøkeskogen, la foresta di faggi più a nord del mondo.[46][47][48]
- Kaupang, sede dei resti della più antica città nordica scoperta[49][50]
- Mølen, il primo geoparco globale UNESCO della Scandinavia.
- Nevlunghavn e Helgeroa, villaggi costieri adiacenti;
- Museo di Larvik;
- Fritzøehus, la più grande proprietà privata in Norvegia;[51][52][53]
- Stavern, piccola città costiera, sede della Cittadellet, fortezza ottocentesca norvegese;La fortezza di Tønsberg contiene rovine del più grande castello norvegese del XIII secolo.[54]

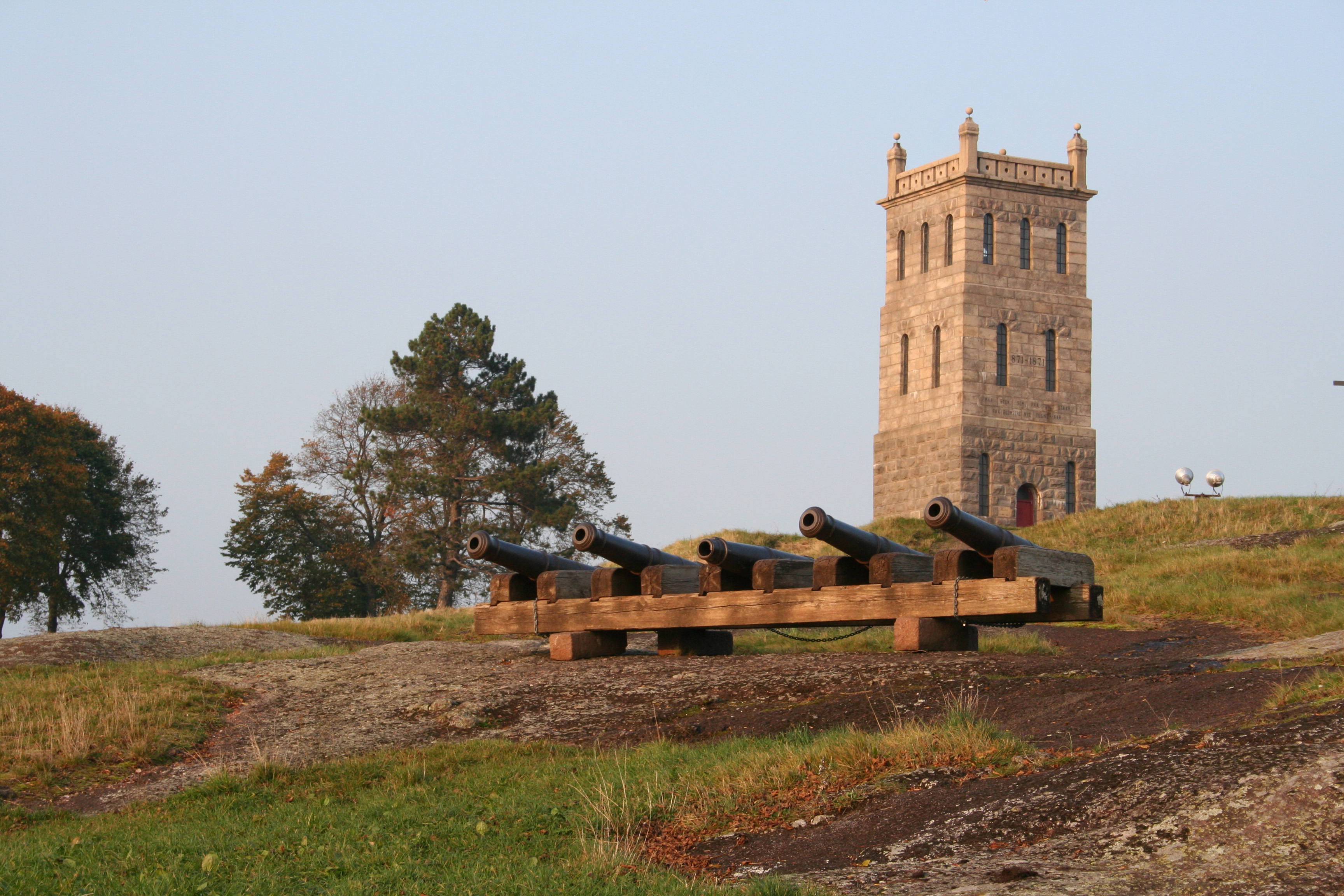
La fortezza di Tønsberg contiene rovine del più grande castello norvegese del XIII secolo.

  - Fredriksvern, principale base navale della Norvegia dalla metà del 1750 fino al 1864,[55]
  - Minnehallen, il più grande monumento del Vestfold.[56]

### Horten
- Cimitero di Borre, il più grande sito tumulo in Nord Europa;
- Cappella di Løvøy;
- Museo della Reale marina Norvegese;
- Museo di Preus;
- Chiesa di Borre, chiesa medievale romanica costruita nel 1100;[57]
- Tordenskioldeika, uno degli alberi più antichi della Norvegia;
- Åsgårdstrand, località turistica sull'oceano.[58][59]

### Tønsberg e Færder
- Fortezza di Tønsberg, il più grande parco di rovine nei Paesi nordici;[60]
- Tumulo di Oseberg, sito della scoperta della nave di Oseberg;
- Cattedrale di Tønsberg;
- Chiesa di Sem;
- Chiesa di Tjøme;
- Verdens Ende ("fine del mondo"), punto più a sud di Tjøme;[30]
- Parco nazionale di Færder.[61]

### Sandefjord
- Museo di Sandefjord, unico d'Europa dedicato alla caccia delle balene[62];
- Tumuli di Gokstad, sito della scoperta della nave di Gokstad;
- Chiesa di Sandar, costruita nel 1792 sulle rovine di una chiesa medievale in pietra;
- Monumento dei cacciatori di balene, monumento rotante in bronzo eretto in onore dei primi cacciatori;
- Chiesa di Sandefjord;
- Istrehågan, antico cimitero che risale all'età del ferro, intorno al 1500-500 a.C.[63];
- Kurbadet, ex stazione termale e uno dei bagni più visitati d'Europa alla fine del XIX secolo;
- Forte di Folehavna, rovine di un forte costruito nel 1941 dai tedeschi durante la loro occupazione della Norvegia;
- Chiesa di Høyjord, unica stavkirke rimasta nell'ex contea del Vestfold;
- Langeby, nota spiaggia.